# Sabermetrics
Sabermetrics is de empirische analyse van honkbal door middel van statistieken. De term is afgeleid van het acroniem SABR, dat staat voor de Society of American Baseball Research, opgericht in 1971. De term werd bedacht door Bill James, een pionier van en woordvoerder voor sabermetrics.
De film Moneyball (2011), gebaseerd op het gelijknamige non-fictieboek van Michael Lewis, vertelt het verhaal van een ploeg die een statisticus in de arm neemt en zo de weg naar succes vindt.